# Genki Yamada
Genki Yamada (født 16. december 1994) er en japansk fodboldspiller, som spiller for den japanske fodboldklub Renofa Yamaguchi FC.